# Anja Ippach
Anja Ippach (* 6. Januar 1985 in Bamberg) ist eine deutsche Duathletin, Triathletin, Ironman-Siegerin (2013, 2015), Siegerin der Ironman 70.3 European Championship (2012) und deutsche Meisterin auf der Triathlon-Langdistanz (2015). Sie wird in der Bestenliste deutscher Triathletinnen auf der Ironman-Distanz geführt.

## Werdegang
Anja Ippach startete 1996 bei ihrem ersten Triathlon. Sie wurde 2001 Deutsche Meisterin der A-Jugend (U18) im Duathlon und Triathlon. 2002 und 2003 musste sie aufgrund einer Erkrankung am Epstein-Barr-Virus eine sportliche Auszeit nehmen und fiel daher aus dem DTU-Kader.
2004 wurde sie in Schleswig Deutsche Vizemeisterin bei den Junioren (Sprintdistanz), 2005 in Potsdam und 2006 in Schliersee jeweils Deutsche Vizemeisterin in der U23 auf der olympischen Distanz.
Seit 2007 ist Anja Ippach als Semi-Profi aktiv und im August 2010 wurde sie in Immenstadt Vierte bei der Weltmeisterschaft auf der Langdistanz (4 km Schwimmen, 130 km Radfahren und 30 km Laufen). Seit 2011 startet sie als Profi-Triathletin.

### Siegerin Ironman 70.3 European Championship 2012
Im Juli 2012 wurde sie Zweite bei der „Ironman European Championship“ in Frankfurt und gewann im August 2012 in Wiesbaden die „Ironman 70.3 European Championship“.
Im Juli 2013 gewann sie in Zürich den Ironman Switzerland (3,86 km Schwimmen, 180,2 km Radfahren und 42,195 km Laufen).
Bei der Challenge Roth 2014 hatte Anja Beranek nach rund 80 km auf dem Rad die Führung vor Rachel Joyce und Mirinda Carfrae übernommen, wurde dann aber auf der zweiten Radrunde von einem Staffelfahrer umgefahren. Sie setzte zunächst den Wettkampf fort, musste dann aber am Kalvarienberg in Greding mit gebrochenem Schaltauge und Rahmen aussteigen.

### Deutsche Meisterin Triathlon Langdistanz 2015
Im Juni 2015 wurde sie beim Ironman 70.3 Kraichgau Deutsche Vizemeisterin auf der Mitteldistanz. Im Juli wurde sie Dritte bei der Challenge Roth und damit deutsche Meisterin auf der Triathlon-Langdistanz. Im August wurde sie Vizeeuropameisterin auf der Mitteldistanz Ironman 70.3. Drei Wochen später wurde sie im österreichischen Bundesland Salzburg Dritte bei der Ironman 70.3 World Championship im Rahmen des Ironman 70.3 Zell am See-Kaprun. Im September gewann sie den Ironman Wales mit über einer halben Stunde Vorsprung.

### Vierte beim Ironman Hawaii 2016
Im April 2016 gewann sie auf der Mitteldistanz die Challenge Fuerteventura, nachdem sie im Vorjahr hier Zweite gewesen war. Im Oktober beim Ironman Hawaii (Ironman World Championship) verpasste sie nur knapp das Podest und belegte als beste Deutsche den vierten Rang.
2017 konnte sie sich zum bereits vierten Mal für einen Startplatz beim Ironman Hawaii qualifizieren, aber die damals 32-Jährige konnte das Rennen im Oktober nicht beenden. Sie wird trainiert von Thomas Hellriegel.

### Privates
Anja Ippach begann in München ein Studium der Betriebswirtschaft, welches sie an der FH Nürnberg (Vorgängereinrichtung der Technischen Hochschule Nürnberg Georg Simon Ohm) im Schwerpunkt Gesundheitsökonomie der Fakultät Betriebswirtschaft als Diplomkauffrau abschloss.
2012 heiratete sie und startete als Anja Beranek.
Am 11. Januar 2019 gab sie bekannt, dass sie nun wieder Ippach heiße und sie startet seitdem wieder unter ihrem Mädchennamen. Über soziale Medien gab die damals 34-Jährige dann im Dezember 2019 bekannt, dass sie ein Kind erwartet und seit Mai 2020 ist sie Mutter einer Tochter.

## Sportliche Erfolge
| Datum/Jahr    | Rang | Wettbewerb                                           | Austragungsort   | Zeit     | Bemerkung |
| ------------- | ---- | ---------------------------------------------------- | ---------------- | -------- | --- |
| 19. Mai 2019  | 4    | Ironman 70.3 Barcelona                               | Barcelona        | 04:46:55 | |
| 16. Juni 2018 | 1    | Rothsee-Triathlon                                    | Roth             | 02:07:46 | erfolgreiche Titelverteidigung und neunter Sieg in Roth                                                       |
| 27. Mai 2018  | 3    | Ironman 70.3 Austria                                 | St. Pölten       | 04:21:59 | |
| 29. Apr. 2018 | 4    | Ironman 70.3 Marbella                                | Marbella         | 04:35:34 | bei der Erstaustragung                                                                                        |
| 10. Sep. 2017 | 1    | Ironman 70.3 Rügen                                   | Binz             | 04:16:37 | [ 6 ] |
| 27. Aug. 2017 | 2    | Ironman 70.3 Zell am See-Kaprun                      | Zell am See      |          | |
| 26. Juni 2017 | 1    | Rothsee-Triathlon                                    | Roth             |          | achter Sieg am Rothsee                                                                                        |
| 7. Mai 2017   | 1    | Challenge Rimini                                     | Rimini           | 04:34:50 | Siegerin auf der Halbdistanz                                                                                  |
| 5. Juni 2016  | 1    | Ironman 70.3 Kraichgau                               | Kraichgau        | 04:26:21 | [ 7 ] |
| 22. Mai 2016  | 3    | Ironman 70.3 Austria                                 | St. Pölten       | 04:23:25 | |
| 23. Apr. 2016 | 1    | Challenge Fuerteventura                              | Fuerteventura    | 04:29:57 | Siegerin auf der Halbdistanz                                                                                  |
| 5. Apr. 2015  | 2    | Ironman 70.3 Palmas                                  | Palmas           | 04:25:04 | |
| 30. Aug. 2015 | 3    | Ironman 70.3 World Championship                      | Zell am See      | 04:24:10 | |
| 9. Aug. 2015  | 2    | Ironman 70.3 Germany                                 | Wiesbaden        | 04:40:29 | [ 8 ] |
| 28. Juni 2015 | 1    | Rothsee-Triathlon                                    | Rothsee          |          | |
| 21. Juni 2015 | 2    | Challenge Heilbronn                                  | Heilbronn        | 04:33:03 | Zweite auf der Mitteldistanz                                                                                  |
| 7. Juni 2015  | 4    | Ironman 70.3 Kraichgau                               | Bad Schönborn    | 04:30:40 | Deutsche Vizemeisterin Mitteldistanz                                                                          |
| 17. Mai 2015  | 1    | Ironman 70.3 Austria                                 | St. Pölten       | 04:20:12 | Sieg vor der amtierenden Olympiasiegerin Nicola Spirig                                                        |
| 25. Apr. 2015 | 2    | Challenge Fuerteventura                              | Fuerteventura    | 04:33:08 | |
| 27. Feb. 2015 | 12   | Challenge Dubai                                      | Dubai            | 04:29:24 | technische Probleme beim ersten Rennen der „Challenge Triple-Crown-Serie“                                     |
| 30. Nov. 2014 | 1    | Ironman 70.3 Western Sydney                          | Penrith City     | 04:16:13 | |
| 18. Okt. 2014 | 5    | ETU Middle Distance Triathlon European Championships | Peguera          | 04:47:59 | als beste Deutsche bei der Europameisterschaft auf der Mitteldistanz im Rahmen der Challenge Paguera-Mallorca |
| 31. Aug. 2014 | 3    | Ironman 70.3 Zell am See-Kaprun                      | Zell am See      | 04:38:34 | schnellste Schwimm- und Radzeit aller Pro-Frauen; beim Lauf wegen Verletzung gehandicapt                      |
| 29. Juni 2014 | 1    | Rothsee-Triathlon                                    | Rothsee          | 02:06:19 | |
| 26. Mai 2013  | 7    | Ironman 70.3 Austria                                 | St. Pölten       | 03:57:46 | Das Rennen musste witterungsbedingt ohne die Schwimmdistanz ausgetragen werden.                               |
| 11. Mai 2013  | 8    | Ironman 70.3 Mallorca                                | Alcúdia          | 04:35:45 | |
| 12. Aug. 2012 | 1    | Ironman 70.3 Germany                                 | Wiesbaden        | 04:36:09 | Siegerin der Ironman 70.3 European Championship mit neuem Streckenrekord                                      |
| Juni 2012     | 1    | Rothsee-Triathlon                                    | Rothsee          | 02:12:34 | |
| 3. Juni 2012  | 4    | Ironman 70.3 Switzerland                             | Rapperswil       | 04:20:44 | |
| 20. Mai 2012  | 6    | Ironman 70.3 Austria                                 | St. Pölten       | 04:28:55 | |
| 1. Apr. 2012  | 7    | Ironman 70.3 Texas                                   | Galveston Island | 04:29:12 | |
| 3. März 2012  | 1    | Lighthouse Triathlon                                 | Fuerteventura    | 02:30:33 | Siegerin bei der Erstaustragung (1,5 km Schwimmen, 37,5 km Radfahren und 13 km Laufen)                        |
| 14. Aug. 2011 | 7    | Ironman 70.3 Germany                                 | Wiesbaden        | 04:54:50 | Ironman 70.3 European Championship                                                                            |
| Juni 2011     | 1    | Rothsee-Triathlon                                    | Rothsee          | 02:04:31 | |
| Juni 2009     | 1    | Rothsee-Triathlon                                    | Rothsee          | 02:08:24 | |
| 19. Aug. 2007 | 7    | Ironman 70.3 Germany                                 | Wiesbaden        |          | Ironman 70.3 European Championship                                                                            |
| Juni 2006     | 1    | Rothsee-Triathlon                                    | Rothsee          | 02:08:37 | |
| 14. Juli 2006 | 2    | Deutsche Meisterschaft Triathlon U23                 | Schliersee       | 02:23:46 | Deutsche Vizemeisterin U23 Triathlon hinter Tina Herklotz                                                     |
| 30. Apr. 2006 | 2    | Stadt-Triathlon München                              | München          | 01:04:23 | hinter Irina Kirchler, vor Heike Funk und Angelika Perfler                                                    |
| 18. Juni 2005 | 2    | Deutsche Meisterschaft Triathlon U23                 | Potsdam          | 02:09:42 | Deutsche Vizemeisterin U23 Triathlon hinter Kathrin Müller                                                    |
| 29. Mai 2005  | 2    | Stadt-Triathlon München                              | München          | 01:00:44 | hinter Rebecca Robisch, vor Ute Mückel und Heike Funk                                                         |
| 11. Juli 2004 | 2    | Deutsche Meisterschaft Triathlon Junioren            | Schleswig        | 01:11:02 | Deutsche Vizemeisterin Junioren (U20) Triathlon hinter Tina Herklotz                                          |
| 2. Sep. 2001  | 1    | Deutsche Meisterschaft Jugend A                      | Xanten           | 01:02:36 | Deutsche Meisterin Jugend A (U18) Triathlon                                                                   |

| Datum/Jahr    | Rang | Wettbewerb                                       | Austragungsort    | Zeit     | Bemerkung                                                                                 |
| ------------- | ---- | ------------------------------------------------ | ----------------- | -------- | ----------------------------------------------------------------------------------------- |
| 7. Apr. 2019  | 5    | Ironman South Africa                             | Port Elizabeth    | 08:57:10 | verkürzte Schwimmdistanz                                                                  |
| 26. Nov. 2017 | 4    | Ironman Mexico                                   | Cozumel           | 09:03:41 |                                                                                           |
| 14. Okt. 2017 | DNF  | Ironman Hawaii                                   | Hawaii            | –        |                                                                                           |
| 9. Juli 2017  | 9    | Ironman Germany                                  | Frankfurt am Main | 09:27:43 | Ironman European Championships                                                            |
| 8. Okt. 2016  | 4    | Ironman Hawaii                                   | Hawaii            | 09:14:26 |                                                                                           |
| 17. Juli 2016 | 5    | Challenge Roth                                   | Roth              | 09:00:20 |                                                                                           |
| 13. Sep. 2015 | 1    | Ironman Wales                                    | Tenby             | 09:56:31 | Der Vorsprung zur Zweitplatzierten beträgt über 30 min.                                   |
| 12. Juli 2015 | 1    | DTU Deutsche Meisterschaft Triathlon Langdistanz | Roth              | 08:55:19 | Deutsche Meisterin auf der Triathlon-Langdistanz mit dem dritten Rang beim Challenge Roth |
| 20. Juli 2014 | DNF  | Challenge Roth                                   | Roth              | –        | Rennabbruch nach technischem Defekt                                                       |
| 12. Okt. 2013 | DNF  | Ironman Hawaii                                   | Hawaii            | –        | Nach 120 km auf dem Rad musste Beranek wegen Magenproblemen aufgeben.                     |
| 18. Aug. 2013 | 3    | Ironman Mont-Tremblant                           | Québec            | 09:17:26 |                                                                                           |
| 28. Juli 2013 | 1    | Ironman Switzerland                              | Zürich            | 09:21:31 |                                                                                           |
| 13. Okt. 2012 | DNF  | Ironman Hawaii                                   | Hawaii            | –        | Nach Verlust der Verpflegung musste Beranek das Rennen auf der Radstrecke abbrechen.      |
| 8. Juli 2012  | 2    | Ironman Germany                                  | Frankfurt am Main | 09:05:41 | Ironman European Championships                                                            |
| 11. Sep. 2011 | 2    | Ironman Wales                                    | Pembrokeshire     | 10:15:58 | Zweite hinter Kristin Möller                                                              |
| 10. Juli 2011 | DSQ  | Ironman Switzerland                              | Zürich            | –        | schnellste Frau nach dem Schwimmen (55:33 Minuten); wegen Falsch-Fahrens disqualifiziert  |
| 1. Aug. 2010  | 4    | ITU Long Distance Triathlon World Championships  | Immenstadt        | 07:42:44 | Als beste Deutsche belegt Anja Ippach bei der Langdistanz-WM den vierten Rang.            |
| 12. Juli 2009 | 9    | Challenge Roth                                   | Roth              | 09:37:08 | als drittbeste Deutsche                                                                   |
| 13. Juli 2008 | 16   | Challenge Roth                                   | Roth              | 09:53    | Deutsche Meisterin Langdistanz W18-24                                                     |
| 24. Juni 2007 | 7    | Challenge Roth                                   | Roth              | 09:44:36 | Deutsche Vizemeisterin Langdistanz hinter Christine Waitz                                 |

| Datum/Jahr | Rang | Wettbewerb                                   | Austragungsort | Zeit | Bemerkung                                      |
| ---------- | ---- | -------------------------------------------- | -------------- | ---- | ---------------------------------------------- |
| 2004       | 10   | ITU Duathlon World Championships             | Geel           |      | Duathlon-Weltmeisterschaft auf der Kurzdistanz |
| 2001       | 1    | DTU Deutsche Meisterschaft Duathlon Junioren | Deutschland    |      | Deutsche Juniorenmeisterin Duathlon            |

| Datum/Jahr    | Rang | Wettbewerb             | Austragungsort | Zeit     | Bemerkung            |
| ------------- | ---- | ---------------------- | -------------- | -------- | -------------------- |
| 31. Dez. 2019 | 3    | Silvesterlauf Nürnberg | Nürnberg       | 00:37:59 | hinter Lena Gottwald |
| 13. Juni 2010 | 1    | Metropolmarathon       | Fürth          | 01:25:08 | Sieg im Halbmarathon |

(DNF – Did Not Finish)